# Pano Amiandos
Pano Amiandos (gr. Πάνω Αμίαντος, tur. Yukarı Amyanto) – część gminy wiejskiej Amiandos, w dystrykcie Limassol, na Cyprze.